# Норис (Тенеси)
Норис (енгл. Norris) град је у америчкој савезној држави Тенеси.

## Демографија
По попису из 2010. године број становника је 1.491, што је 45 (3,1%) становника више него 2000. године.
| Група             | 2000.         | 2010.         |
| Белци             | 1.418 (98,1%) | 1.452 (97,4%) |
| Афроамериканци    | 3 (0,2%)      | 3 (0,2%)      |
| Азијати           | 2 (0,1%)      | 6 (0,4%)      |
| Хиспаноамериканци | 8 (0,6%)      | 6 (0,4%)      |
| Укупно            | 1.446         | 1.491         |